# 天羅地網 (1988年電影)
天羅地網（英語：Gunmen）是1988年上映的動作警匪劇情港產片，由黃志強執導，徐克監製，梁家輝、鄭少秋、李子雄、鄭浩南、胡大為、徐錦江、吳家麗和李美鳳主演。
在1988年10月22號至11月7號上映期间，總收益为四百八十二萬港币。

## 演員表
- 梁家輝 飾 丁君璧 (粵語配音: 黃兆強)
- 鄭少秋 飾 希于庭 (粵語配音: 鄭少秋)
- 李子雄 飾 隊長 (粵語配音: 黃志成)
- 吳家麗 飾 楚喬 (粵語配音: 曾慶珏)
- 鄭浩南 飾 劉福廣 (粵語配音: 張炳強)
- 李美鳳 飾 方小曼 (粵語配音: 何錦華)
- 胡大為 飾 曾超凡 (粵語配音: 胡大為)
- 金揚樺 飾 良叔 (粵語配音: 張炳強)
- 徐錦江 飾 田局長 (粵語配音: 周永光)
- 何靈靈 飾 詩詩
- 元彬 飾 江隊長 (粵語配音: 周永光)
- 黃錦江 飾 仇二爺 (粵語配音: 黃子敬)
- 徐寶麟
- 曹敬文
- 黃雄
- 譚天
- 朱斗
- 金彪
- 吳育樞
- 趙國基
- 夏占士
- 劉晃世
- 羅錦輝
- 聶宏風
- 伍國健
- 成福安
- 雷道祥
- 蔡敏洪
- 龍英
- 何永祥
- 江浪
- 田啟文
- 楊昇
- 林鐵成
- 何子滿
- 張贊生
- 許思敏
- James M. Crockett

## 外部連結
- 香港影庫上《天羅地網》的資料（繁體中文）
- Hong Kong Cinemagic網站上面《天羅地網（页面存档备份，存于）》的資料
- 互联网电影数据库（IMDb）上《天羅地網》的资料（英文）
- LoveHKFilm.com網站上面《天羅地網（页面存档备份，存于）》的資料